# Sneakers (singolo)
Sneakers è un singolo della cantante italiana Rose Villain, pubblicato il 27 Novembre 2019.

## Tracce
Testi di Andrea Ferrara, Rosa Luini, musiche di Andrea Ferrara.
1. Sneakers – 2:59

## Video musicale
Il video del brano diretto e girato dalla stessa Villain e Sixpm è stato pubblicato sul canale YouTube dell'artista il 2 Dicembre 2019..